# Cesare Pugni

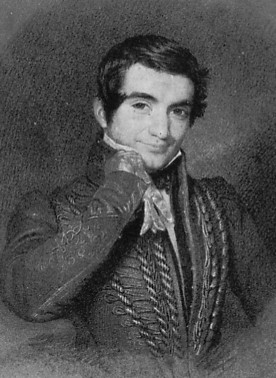
Cesare Pugni.

Cesare Pugni, född den 31 maj 1802 i Genua, död den 14 januari 1870 i Sankt Petersburg, var en italiensk tonsättare av balett- och operamusik.
Pugni utbildades vid konservatoriet i Milano och var från 1851 anställd som balettkompositör vid kejserliga teatern i Sankt Petersburg. Han skrev musik till omkring 300 baletter, utom tio operor och 40 mässor. Pugnis baletter var länge omtyckta.